# جایزه بین‌المللی حقوق بشر القذافی
جایزه بین‌المللی حقوق بشر القذافی جایزه‌ای سالانه بود که توسط معمر قذافی رهبر لیبی در سال ۱۹۸۸ بنیان نهاده شد. قذافی در ابتدا ۱۰ میلیون دلار را به بنیاد مستقر در سوییس که بعدها اداره جایزه را بر عهده گرفت اهدا کرد. مبلغ جایزه مجموعاً ۲۵۰۰۰۰ دلار بود که گاهی بین برندگان تقسیم می‌شد.
وبگاه مربوط به این جایزه و همچنین اعطای این جایزه پس از انقلاب لیبی در سال ۲۰۱۱ متوقف شد.

## فهرست برندگان
| سال  | برنده(ها) |
| ---- | --- |
| ۱۹۸۹ | نلسون ماندلا |
| ۱۹۹۰ | «کودکان فلسطین» |
| ۱۹۹۱ | بومیان آمریکا |
| ۱۹۹۲ | مرکز آفریقایی مبارزه با ایدز |
| ۱۹۹۳ | کودکان بوسنی و هرزگوین |
| ۱۹۹۴ | اتحادیه جوامع و مردم حقوق بشر آفریقا |
| ۱۹۹۵ | احمد بن بلا، فرانسیسکو دا کاستا گومز |
| ۱۹۹۶ | لوییس فراخان |
| ۱۹۹۷ | گریسلین اسمالوود، ملچیور ندادایه، ملبا هرناندز، منال یونس عبدالرزاق، دورین مک نالی |
| ۱۹۹۸ | فیدل کاسترو |
| ۱۹۹۹ | کودکان عراق |
| ۲۰۰۰ | سهی فواز بشارة، جوزف کی زربو، اوو مورالس، جنبش سپتامبر، مرکز جهان سوم |
| ۲۰۰۲ | بلاوجوب دیای، روژه گارودی، ابراهیم الکونی، ژان زیگلر (که جایزه را رد کرد), ندیم البطار، علی م. المصراطی، خیفا م. اقیانوس اطلس، محمد الشریف، علی فهمی خوشیم، رجب مفتاح عبودابوس، محمد مفتاح الفیتوری، علی سودگی عبدالقادر، احمد ابراهیم الفاقیه |
| ۲۰۰۳ | پاپ شنوده سوم اسکندریه |
| ۲۰۰۴ | هوگو چاوز |
| ۲۰۰۵ | مهاتیر محمد |
| ۲۰۰۶ | اوو مورالس |
| ۲۰۰۷ | کتابخانه‌های تیمبوکتو |
| ۲۰۰۸ | دام مینتوف |
| ۲۰۰۹ | دانیل اورتگا |
| ۲۰۱۰ | رجب طیب اردوغان |